# عباس صفاری
عباس صفاری (زاده ۱۳۳۰ – درگذشته ۷ بهمن ۱۳۹۹) شاعر، طراح، نقاش، و مترجم ایرانی بود که در ایالات متحده آمریکا زندگی می‌کرد. او در بهمن ۱۳۹۹ به دلیل ابتلا به بیماری کروناویروس ۲۰۱۹ در آمریکا درگذشت.

## زندگی‌نامه
عباس صفاری در سال ۱۳۳۰ در یزد زاده شد و در تهران پرورش یافت. او سربازی را در بلوچستان گذراند و پس از سربازی به استخدام بهداری اداره راه درآمد و در مناطق دور افتاده‌ای مانند دشت مغان و بندر جاسک به کار پرداخت.
عباس صفاری کار خود را با ساخت ترانه‌هایی برای فرهاد مهراد، گیتی پاشایی، سلی، نلی و دیگر خوانندگان پاپ آغاز کرد. پرآوازه‌ترین آن‌ها ترانه اسیر شب بود که با صدای فرهاد مهراد و آهنگسازی محمد اوشال منتشر شده‌است.
عباس صفاری برای ادامه تحصیل ابتدا به انگلستان و در ۱۹۷۹ (میلادی) به کالیفرنیا رفت و تا زمان مرگ مقیم شهر لانگ بیچ بود.
عباس صفاری در رشته هنرهای تجسمی دانشگاه ایالتی کالیفرنیا، لانگ بیچ تحصیل کرد. اما پیش از گرفتن مدرک، ترک تحصیل کرده و به کار آزاد روی آورد. کارنامه ادبی-هنری او با شعر و ترانه آغاز و سر از طراحی و نقاشی درآورد.
نخستین مجموعه شعر او با نام در ملتقای دست و سیب در سال ۱۹۹۲ در کالیفرنیا چاپ شد که جایزه ادبی باران را برای بهترین مجموعه شعر چاپ خارج از کشور در آن سال به خود اختصاص داد. او پس از انتشار کتاب‌های شعر خود، تلاش کرد بیشتر به ایران سفر کند.
سومین مجموعه شعرش را با نام دوربین قدیمی و اشعار دیگر در تهران منتشر کرد و همان سال جایزه شعر امروز ایران (کارنامه) به آن تعلق گرفت.
پس از موفقیت دوربین قدیمی، به توصیه مجید روشنگر همکاری را با انتشارات مروارید آغاز کرد که حاصل آن پنج مجموعه شعر و سه کتاب برگردان شعر بود. دفتر کبریت خیس یکی از همین دفاتر است. واپسین گفت‌وگوی صفاری با حامد داراب به بهانه انتشار کتاب «قدم زدن در بابل» در روزنامه‌ی آرمان منتشر شد.
شعرهای عباس صفاری به چندین زبان از جمله انگلیسی، فرانسوی، آلمانی، اسپانیائی، عربی و کردی برگردان شده‌اند. مجله فرانسوی زبان تهران ریویو در یکی از شماره‌های خود بخش ادبیات را به معرفی و برگردان اشعار او اختصاص داده‌است. شعر بلندی نیز به نام هبوط یا (حکایت ما) دارد که برگردان انگلیسی آن چندین سال در کتاب درسی رشته ادبیات [کدام؟] دانشگاه در آمریکا بوده‌است.
صفاری در کنار کار شعر و برگردان، به ساختن چوب‌نگاره و چاپ دستی آن با پرس‌های ساخت دست می‌پرداخت.

## نمونه اشعار
(از مجموعه کبریت خیس)
- تنها بودم

اما بودا نبودم
و نیلوفری ارغوانی
در سینه بلورینم نمی‌تپید.
در هر زندان دنیا
زندانی فراموش شده‌ای
و در هر گورستان جهان
عزیزِ به خاک سپرده‌ای داشتم
و تنها بودم
مثل ماه
که کوتاهتر از تنهایی من
دیواری نیافته بود.
- آسمان

و هر چه آبی دیگر
اگر چشمان تو نیست
رنگ هدر رفته‌است.
بر بوم روزهای حرام شده
چه رنگ‌ها که هدر رفتند
و تو نشدند.
- گفتند چرا سنگ؟

گفتیم مگر در آن صبح غریب
اولین نقشها و کلمات را
اجداد بیابانگردمان
بر سنگ نتراشیدند ؟!!
مگر کافی نیست
که نانمان هنوز از زیر سنگ بیرون می‌آید
و ناممان شتابان می‌رود
که بر سنگ نوشته شود
سنگمان را کسی به سینه نزد
و سرمان تا به سنگ نخورد آدم نشدیم!

## کتابشناسی
- در ملتقای دست و سیب مجموعه شعر (۱۹۹۲–۱۹۸۸)، نشر کارون، لس‌آنجلس، ۱۹۹۲
- تاریک روشنای حضور، نشر کارون، لس‌آنجلس، ۱۹۹۶
- دوربین قدیمی و اشعار دیگر، نشر ثالث، ۱۳۸۱، چاپ دوم و سوم انتشارات مروارید
- هبوط یا حکایت ما، شعر بلند دو زبانه. چاپ اول: کلمات بدون مرز، نیو یورک، چاپ دوم انتشارات سن مارتین. کتب درسی ۲۰۰۴ نیجرسی
- کبریت خیس، مجموعه شعر سال‌های ۱۳۸۱–۱۳۸۳، نشر مروارید، تهران، ۱۳۸۴ چاپ نهم
- عاشقانه‌های مصر باستان، ازرا پاوند. برگردان، انتشارات مروارید ۱۳۸۳
- کلاغنامه: از اسطوره تا واقعیت، نشر مروارید، تهران، ۱۳۸۵ چاپ دوم
- ماه و تنهایی عاشقان، نشر آهنگ دیگر، برگردان اشعار دو شاعره کلاسیک ژاپن :ایزومی کی بو، انونوکوماچی
- کوچه فانوس‌ها، برگردان شعر غنائی چین باستان، نشر مروارید ۱۳۹۱
- خنده در برف، مجموعه شعر، انتشارات مروارید، ۱۳۸۸ چاپ چهارم
- تاریکروشنا، مجموعه شعر، چاپ اول انتشارات تصویر، لس آنجلس، چاپ دوم و سوم انتشارات مروارید، ۱۳۹۰
- مثل جوهر در آب، مجموعه شعر، انتشارات مروارید، ۱۳۹۵ (برنده جایزه شعر خبرنگاران)
- قدم زدن در بابل، مجموعه‌ای از خاطرات و تک نگاری‌ها، انتشارات آرادمان، ۱۳۹۵
- ملاقات در سندیکای مومیاگران، داستان‌های کوتاه فارسی قرن چهارم، نشر ثالث، تهران، ۱۳۹۶
- خون انار، مجموعه‌ای از شعر اعراب آندلس، نویسنده ابن سعید. برگردان عباس صفاری، نشر چشمه، تهران ۱۳۹۷
- عروس چوپان‌ها، داستان منظوم از ازدواج اینانا با دموزی، گردآورنده و مترجم عباس صفاری، نشر ثالث، تهران۱۳۹۷
- مثل خواب دم صبح، گزیده اشعار، نشر ثالث، تهران ۱۳۹۷
- پشیمانم کن، مجموعه شعر، نشر چشمه، تهران ۱۳۹۷

## مقالات
- چارلز بوکافسکی، نگ‍اه نو، ش ۶۴، (به‍من ۱۳۸۳): ص ۷۸–۸۱
- فرزندان پاز نسل جدید شاعران مکزیک، مجله کارنامه، ش ۳۰، (شه‍ریور ۱۳۸۱): ص ۷۲–۷۶
- هجرانی‌های ابن حمدیس - شاعر عرب زبان جزیره سیسیل - - مجله نگاه نو، شماره ۹۹
- در جستجوی حاج عبدو هیچمکانی. جهان کتاب